# NGC 5933
NGC 5933 ist eine 14,8 mag helle elliptische Galaxie des Hubble-Typs E0 im Sternbild Bärenhüter. Sie ist schätzungsweise 492 Millionen Lichtjahre von der Milchstraße entfernt.
Sie wurde am 21. April 1887 von Lewis A. Swift entdeckt.